# Universidad de Almería
La Universidad de Almería (UAL) es una universidad pública española ubicada en la provincia de Almería. Se encuentra situada a orillas del mar Mediterráneo, en el barrio de La Cañada de San Urbano, a 2 km al este de la ciudad de Almería. Fue fundada en 1993 por la ley 3/1993, de 1 de julio.  y hoy día cuenta con aproximadamente 12.000 estudiantes. De sus aulas han salido alrededor de 45.000 egresados desde su creación; titulados que han contribuido considerablemente al despegue económico, social y cultural de la provincia de Almería.
Con algo más de un cuarto de siglo de historia, la UAL ha crecido de modo acelerado, convirtiéndose en una de las principales universidades de España en investigación y transferencia de conocimiento en campos como la agroalimentación y el medio ambiente.
La UAL se constituye como una de las universidades más jóvenes de Andalucía. Con un campus interdisciplinar ubicado a la orilla del mar, la UAL se sitúa estratégicamente entre dos de los principales elementos de identidad de la provincia: hacia el oeste y a escasos kilómetros, la comarca del Poniente donde se concentran buena parte de las explotaciones hortícolas, uno de los principales motores de la economía almeriense y, hacia el este, el Parque Natural Cabo de Gata-Níjar, enclave que simboliza la riqueza medioambiental de la provincia.

Profundamente comprometida con su entorno, la UAL ofrece a la sociedad un abanico de titulaciones estrechamente vinculadas con las necesidades de diversos sectores productivos. La UAL no solo es reconocida por su implicación con la innovación y calidad docente y por su vocación científica y emprendedora, sino también por su clara apuesta por la digitalización, la internacionalización, la sostenibilidad, la igualdad y la inclusión como ejes estratégicos complementarios.

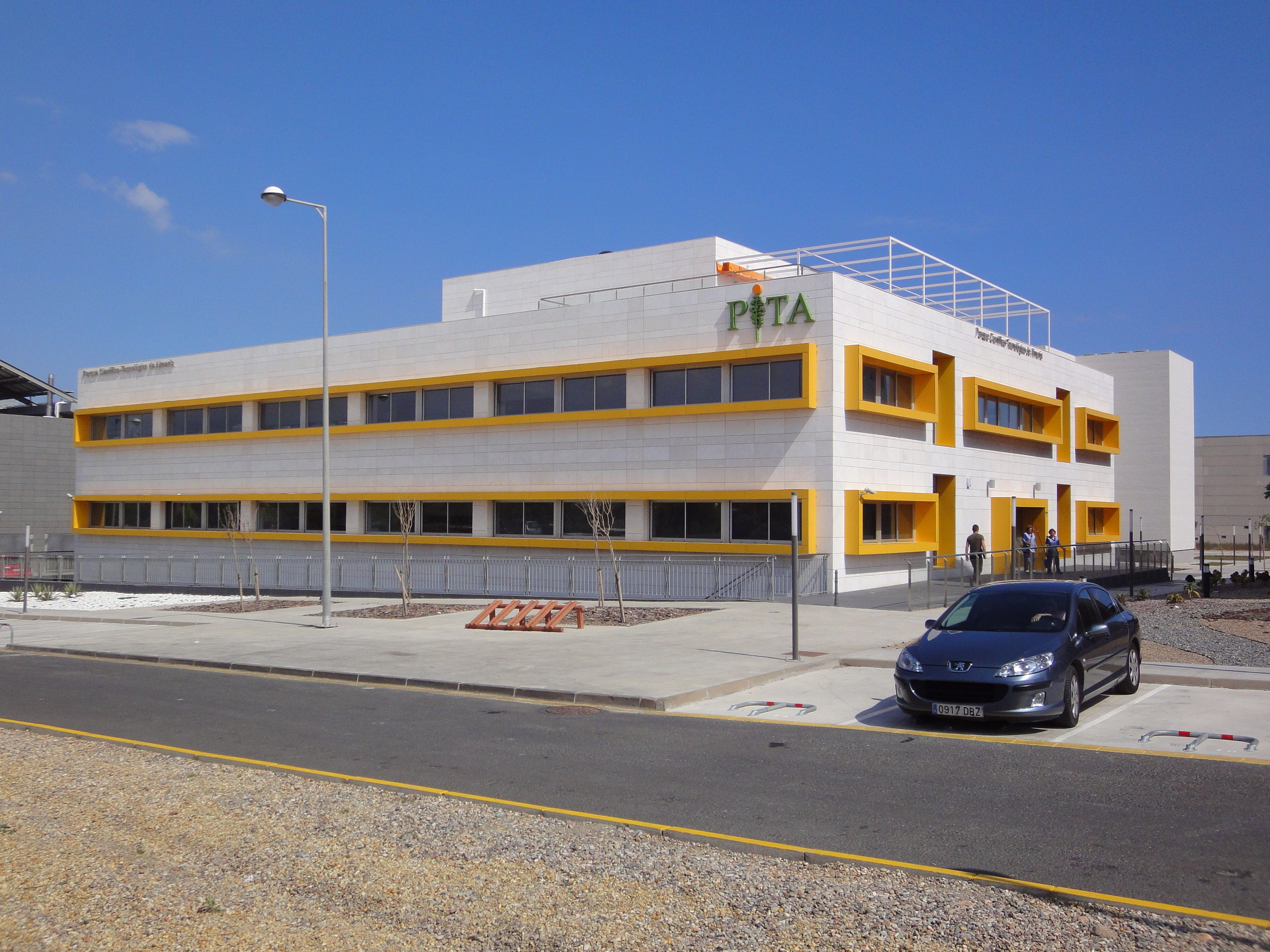
Edificio PITÁgoras

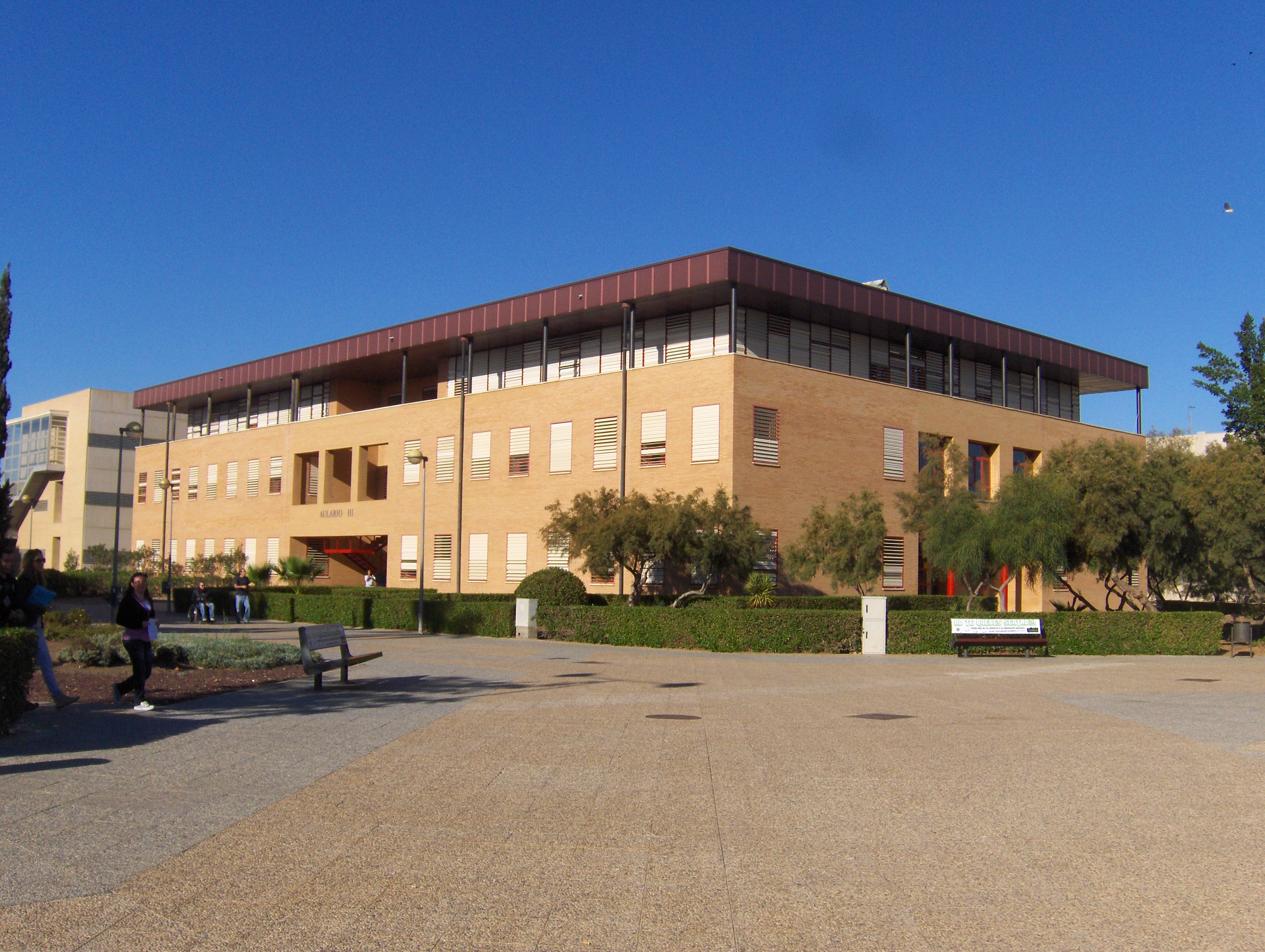
Aulario III de la universidad

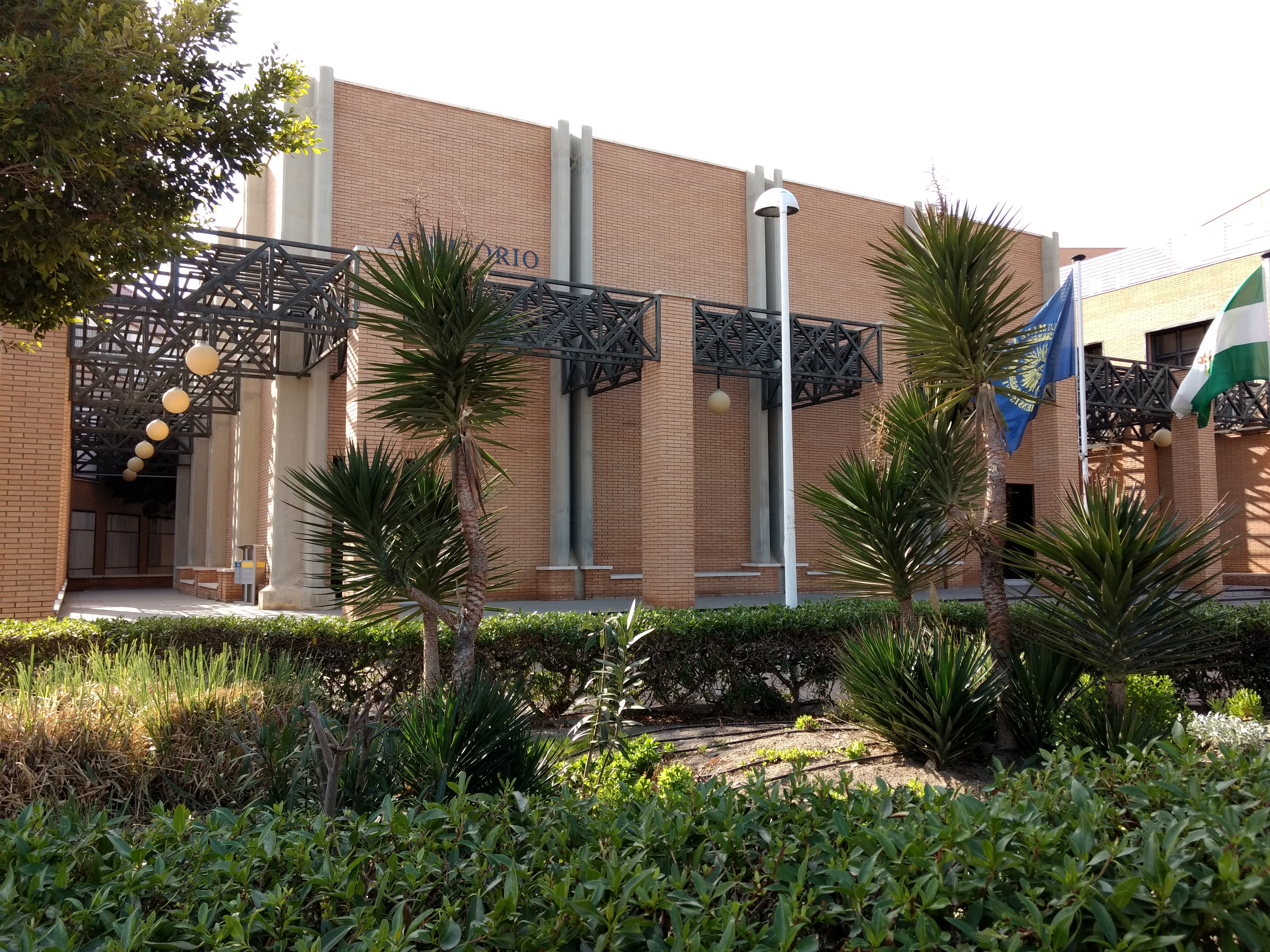
Auditorio

El presupuesto obtenido para el 2020 alcanzó los 103.460.258,31 €.

## Historia
La historia de la creación de la UAL se remonta al año 1972 cuando se constituye como Colegio Universitario de Almería, entidad adscrita entonces a la Universidad de Granada. En esa época se ubicaba en lo que hoy es la sede de la Delegación de Educación en la capital almeriense.
En 1977, el Colegio Universitario de Almería se traslada a unos terrenos en las inmediaciones de La Cañada de San Urbano, a orillas del mar, barriada en la cual el campus se ubicaría años después una vez fundada la UAL como universidad independiente. 
Los pasos siguientes en el proceso de consolidación de los estudios universitarios fueron la integración del Colegio Universitario en la Universidad de Granada en el año 1982, la creación de la Escuela de Ingeniería Técnica Agrícola en 1987 y, sobre todo, la constitución de facultades propias a partir de 1989, lo que transformó el Colegio en Campus Universitario de la Universidad de Granada. 
En los años anteriores a la creación de la Universidad de Almería como tal, también se produjeron las adscripciones a la Universidad de Granada de la antigua Escuela de Ayudantes Técnicos Sanitarios (1978), que hasta entonces dependía de la Seguridad Social, y de la Escuela Universitaria de Graduados Sociales (1991), que había sido creada por la fundación ‘Almería Social y Laboral’.
La inquietud y la sed de conocimiento de la provincia se verían también recogidas en el año 1989 cuando la Universidad Complutense de Madrid, de la mano de su rector Gustavo Villapalos, decide convertir a Aguadulce en una de sus sedes para los Cursos de Verano, complementando a la de El Escorial. 
En mayo de 1992 se crea la Comisión Técnica para la creación de la Universidad de Almería, presidida por el entonces consejero de Educación y Ciencia de la Junta de Andalucía, Antonio Pascual Acosta. Era el inicio del proceso de transición para darle autonomía propia a la institución universitaria almeriense. 
El abrumador respaldo social y el compromiso de los representantes de todas las instituciones políticas y económicas de la provincia se encuentran en la base de la creación de la Universidad de Almería como ente propio en el año 1993, tras la aprobación por el Parlamento Andaluz de la Ley 3/1993 el 29 de junio, que también permitió la creación de las universidades de Jaén y Huelva. 
Así, el Parlamento Andaluz creó oficialmente la Universidad de Almería y la Junta nombró a Alberto Fernández Gutiérrez, catedrático de Química Analítica, como primer rector y presidente de la Comisión Gestora (1993-1997). En esos tres años se inició el proceso para poner en marcha la universidad, que comenzaba por fin su andadura desligándose de la de Granada. Fueron tres años muy activos en los que se produjeron avances muy importantes en la actividad universitaria: se duplican las cifras de alumnos matriculados y de profesores, se incrementa considerablemente el número de doctores, se multiplica por cuatro el de catedráticos, se consolidan 26 departamentos y la universidad queda estructurada en 7 centros que imparten ya 25 titulaciones. Asimismo, se firman un gran número de convenios con otros centros de enseñanza superior, con instituciones públicas y empresas privadas y se elaboran planes propios que favorecen notablemente la actividad investigadora, la infraestructura científica, la divulgación de los resultados y las posibilidades de que investigadores puedan realizar estancias en otros centros de prestigio. 
El primer rector electo fue Alfredo Martínez Almécija (1997-2007), catedrático de Estadística, que sería el encargado de poner en marcha los primeros estatutos de la UAL. Le sucedió en el cargo Pedro Molina García (2007-2015), catedrático de Filosofía. En la actualidad, su rector es Carmelo Rodríguez Torreblanca, catedrático de Estadística e Investigación Operativa, elegido por la comunidad universitaria en las elecciones que tuvieron lugar a principios de 2015.

## Misión, visión y principios de gobierno
La prioridad de la Universidad de Almería son sus estudiantes, a quienes pretende formar, y no solo instruir, para que lleguen a ser excelentes profesionales y buenos ciudadanos cuyos valores de referencia sean la solidaridad, la cooperación y el respeto a las personas. Con base en esta premisa, el Plan Estratégico 2021-2024 establece la misión, la visión y los principios de gobierno de la UAL:
- MISIÓN. La UAL es una institución pública de enseñanza superior creada y diseñada para ejercer con eficacia y eficiencia una función docente e investigadora de calidad que contribuya al desarrollo económico y social de su entorno a través de la transferencia de conocimiento.
- VISIÓN. La UAL aspira a proporcionar a sus estudiantes una educación superior de nivel internacional y a generar y transferir conocimiento y cultura, colaborando con el desarrollo sostenible de su entorno. A través de la innovación continua fomentará la formación integral del estudiante y una investigación reconocida internacionalmente, en especial en ámbitos como el agroalimentario y el medio ambiente.
- PRINCIPIOS DE GOBIERNO
  - Respeto. El respeto a las personas, sus opiniones, sus competencias y su trabajo está en la base de los principios académicos. Las discrepancias deben ser respetadas y no pueden ser motivo de exclusión, sino de suma y enriquecimiento.
  - Participación. La participación tiene que ser el mecanismo para la identificación de alternativas y la toma de decisiones. Las decisiones relevantes deben ser analizadas con la participación de todos los sectores que componen la comunidad universitaria.
  - Transparencia y Responsabilidad en la Gestión. Toda la comunidad universitaria necesita tener información sobre las decisiones adoptadas, su motivación y sus resultados. La transparencia y la rendición de cuentas es una obligación ineludible en todos los niveles y aspectos del gobierno de la Universidad y forma parte del compromiso ético que todos los gestores deben compartir.
  - Valoración del Mérito, la Capacidad y el Trabajo. La valoración del mérito, la capacidad y el trabajo de las personas son requisitos para alcanzar la objetividad y la equidad en la distribución de los recursos y en los procesos de selección y promoción, tanto del profesorado como de los profesionales de la administración y los servicios y de los estudiantes.
  - Independencia y Autonomía. Ambos principios tienen que ser los ejes rectores del funcionamiento de los órganos de control económico y de garantía de los derechos personales. También deben reflejarse en los órganos de representación de los estudiantes, para que puedan manifestar libremente sus reivindicaciones y participar en todas las decisiones que afectan a su formación.

## Organización
Dentro de la organización de la UAL, el Rector, José Joaquín Céspedes Lorente, es la máxima autoridad académica, ostenta la representación de esta y ejerce su dirección, gobierno y gestión. Asimismo, preside el Claustro Universitario, el Consejo de Gobierno y el Consejo de Dirección, así como, con excepción del Consejo Social, cualesquiera otros órganos de gobierno de la Universidad cuando asista a sus sesiones.

### Órganos de gobierno
Los órganos de Gobierno de la UAL marcan la dirección estratégica y persiguen los objetivos fijados. La UAL cuenta con 9 Vicerrectorados y 3 órganos colegiados, que toman decisiones de manera democrática y dan voz a todos los colectivos de la UAL: 
- Vicerrectorado de Comunicación y Extensión Universitaria
- Vicerrectorado de Deportes, Sostenibilidad y Universidad Saludable
- Vicerrectorado de Estudiantes, Igualdad e Inclusión
- Vicerrectorado de Internacionalización
- Vicerrectorado de Investigación e Innovación
- Vicerrectorado de Ordenación Académica
- Vicerrectorado de Planificación Estratégica y Profesorado
- Vicerrectorado de Postgrado, Empleabilidad y Relaciones con Empresas e Instituciones
- Vicerrectorado de Transformación Digital
- Consejo de Gobierno
- Claustro Universitario
- Consejo Social

Existen, además, otros órganos como la Gerencia y la Secretaría General.

## Facultades y escuelas
En las Facultades o Escuelas Superiores se desarrolla la docencia, el estudio y la investigación. La UAL cuenta con ocho centros, en particular siete facultades y una escuela de ingeniería. Asimismo, dispone de un Centro de Postgrado y Formación Continua, además de una Escuela Internacional de Doctorado. Los centros se distribuyen por todo el campus y se organizan por disciplinas:
- Escuela Superior de Ingeniería
- Facultad de Ciencias de la Educación
- Facultad de Ciencias de la Salud
- Facultad de Ciencias Económicas y Empresariales
- Facultad de Ciencias Experimentales
- Facultad de Derecho
- Facultad de Humanidades
- Facultad de Psicología
- Centro de Postgrado y Formación Continua
- Escuela Internacional de Doctorado

## Servicios
La Universidad de Almería ofrece un catálogo de servicios dirigidos a la comunidad universitaria -especialmente a los estudiantes- y a la sociedad en general, cuyo objetivo es servir de apoyo y contribuir al desarrollo de la actividad del campus. Algunos de los servicios más destacados son los siguientes:
- Araties. Es el Área de Atención Integral al Estudiante y se ocupa principalmente de ofrecer atención personalizada sobre temas relacionados con el acceso a la universidad, matrículas, becas y, en general, todo lo relacionado con el expediente académico de los estudiantes de la UAL.
- Gabinete de Comunicación. Es el servicio de información dirigido a la divulgación de las noticias generadas por la comunidad universitaria, a la atención de los medios de comunicación -con los que se mantiene una relación constante- y a la sociedad en general, para informar sobre la actualidad y noticias de interés de la Universidad de Almería.
- Servicio de Deportes. Se ocupa del fomento de la práctica deportiva y la adquisición de hábitos de vida saludables como una parte esencial de la formación integral de los estudiantes universitarios. Para ello, ofrece un amplio y variado programa de actividades y facilita el acceso y uso de las instalaciones deportivas de la UAL.
- Servicio Universitario de Empleo (SUE)]. Gestiona los programas de prácticas en empresas, tanto curriculares como extracurriculares, intermediación laboral, orientación profesional y emprendimiento.
- Centro de Lenguas. Es la institución responsable de la formación lingüística para impulsar la movilidad de la comunidad universitaria de la UAL, mediante la enseñanza de lenguas extranjeras, y de potenciar a su vez, a través de la enseñanza del español como Segunda Lengua (ELE), la acogida de docentes, investigadores y alumnos extranjeros.

## Accesos
Las líneas 11, 12, 15, 18 y 19 del servicio municipal de autobuses llegan hasta la UAL, y la conectan con la capital y la estación de autobuses, permitiendo la llegada  de estudiantes de toda la provincia. El servicio está saturado a horas punta, por lo que es frecuente ver autobuses de refuerzo empleados exclusivamente para el transporte de universitarios, con las líneas 13 y 14.
Es posible llegar por la costa, haciendo uso de la carretera AL-3202. Este camino es el usado mayoritariamente por quienes llegan desde el sur de la capital. También tiene un acceso por el norte desde la carretera AL-3200. Esta conecta con la autovía AL-12, que proporciona un acceso rápido desde el norte de la capital y el resto del área metropolitana. Hay un porcentaje de estudiantes que prefieren atravesar el Río Andarax para evitar aglomeraciones. Desde el este también se usa la carretera AL-3200, pero es poco frecuente dada la baja densidad de población en esa zona.

## Campus
El Campus de la Universidad de Almería se encuentra en un lugar privilegiado cerca del Parque Natural de Cabo de Gata-Níjar y a unos 5 km del centro de la ciudad, y cuenta con un excelente servicio de transporte público. Además, está también conectado con el centro de Almería a través de 7 kilómetros de carril bici a lo largo de un recorrido que discurre por la costa. Abierto al mar, este campus interdisciplinar dispone de instalaciones modernas y funcionales y pone al alcance de la sociedad almeriense una amplia oferta deportiva y cultural que, sin duda, enriquece la experiencia de formar parte de esta comunidad universitaria.